# Sceloporus lineatulus
Sceloporus lineatulus är en ödleart som beskrevs av  Mary Cynthia Dickerson 1919. Sceloporus lineatulus ingår i släktet Sceloporus och familjen Phrynosomatidae. IUCN kategoriserar arten globalt som livskraftig. Inga underarter finns listade i Catalogue of Life.